# Фикус крупнолистный
Фикус крупнолистный (лат. Ficus macrophylla) – вид деревьев рода Фикус (Ficus) семейства Тутовые (Moraceae).
Наиболее известен своими внушительными опорными корнями. Фикус крупнолистный называют также «фикусом-душителем», так как прорастание семян обычно происходит в кроне дерева-хозяина, где сеянец живет как эпифит, пока его корни не вступят в контакт с землей, после чего он увеличивается и душит своего хозяина, в конечном итоге становясь отдельно стоящим деревом.
Отдельные экземпляры могут достигать 60 м (200 футов) в высоту. Как и многие фикусы, он имеет обязательный мутуализм с фиговыми осами; сиконий опыляется только инжирными осами, а инжирные осы могут размножаться только в цветках плода. Многие виды птиц, в том числе голуби, попугаи и различные воробьиные, едят плоды дерева.
Фикус крупнолистный широко используется в качестве декоративного дерева в общественных парках и садах в странах с более теплым климатом, таких как Испания, Португалия, Италия (Сицилия), Мальта, США (Гавайи, Калифорния и Флорида), Новая Зеландия (Окленд) и Австралия. Старые экземпляры могут достигать огромных размеров, а их агрессивная корневая система делает их непригодными для многих малых садов.

## Описание

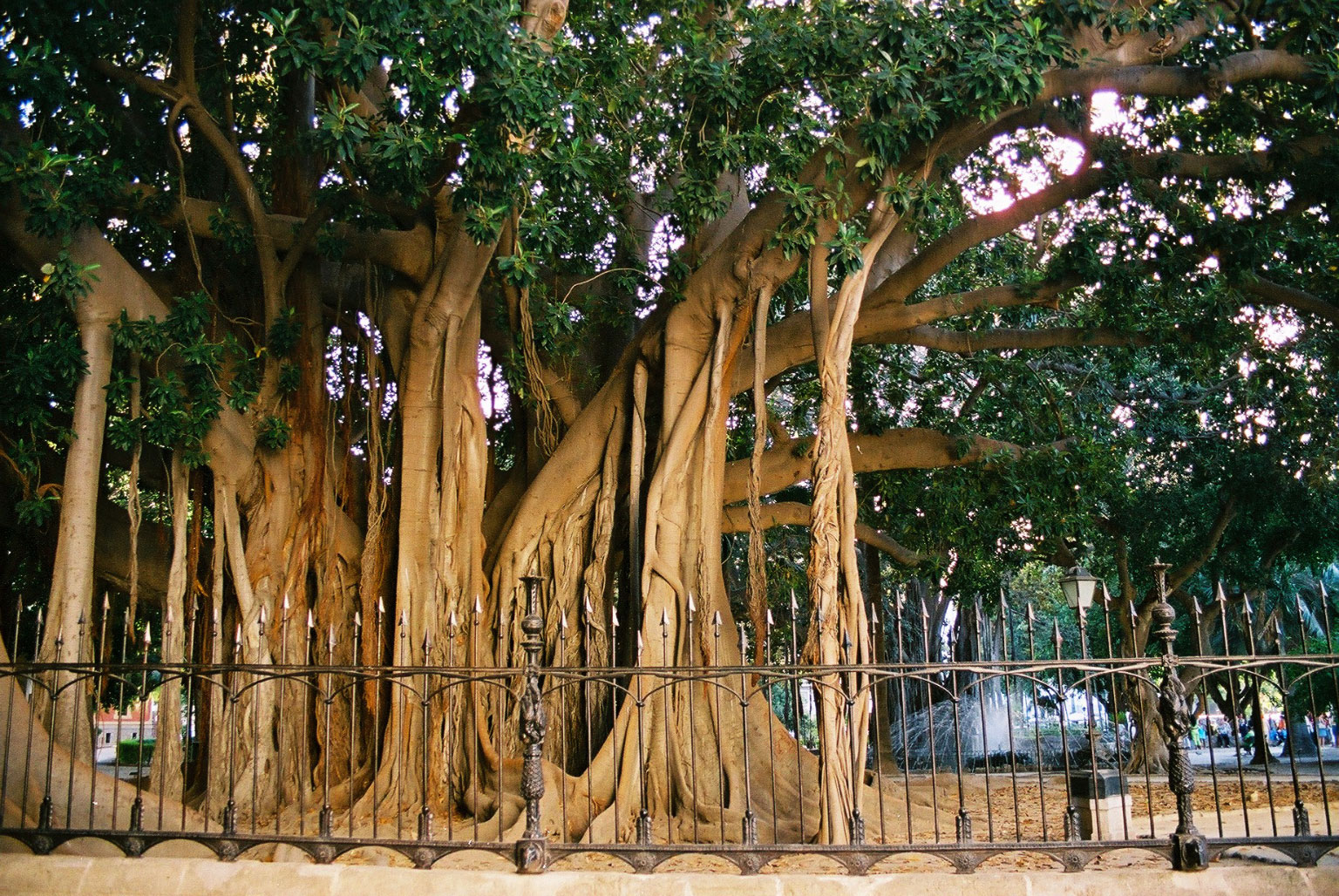
Палермо, Италия.

Фикус крупнолистный — вечнозеленое дерево, высота которого может достигать 60 м (200 футов). Ствол может быть массивным, с толстыми выступающими опорами и достигать в диаметре 2,4 м (7,9 футов). Грубая кора серо-коричневого цвета отмечена различными пятнами. Дерево имеет привычку сбрасывать воздушные корни со своих ветвей, которые, достигнув земли, утолщаются в дополнительные стволы помогающие выдерживать вес собственной кроны. Листья и ветки, если их срезать или сломать, выделяют млечный сок. Сиконий имеет диаметр 2–2,5 см (0,8–1 дюйм); по мере созревания меняет цвет с зеленого на пурпурный с более светлыми пятнами.
Это растение тропических лесов, и в этой среде оно чаще растет в форме эпифитной лианы-душителя, чем в виде дерева. Это однодомное растение: на каждом дереве есть функциональные мужские и женские цветы. Как видно из его видового эпитета (macrophylla – от греч. μακροϛ (macros) = «большой» и φυλλον (phyllon) = «лист»), у него большие, эллиптические, кожистые, темно-зеленые листья длиной 15–30 см (6–12 дюймов), расположенные на стеблях поочередно.

## Распространение
Родиной является восточное побережье Австралии и остров Лорд-Хау. Вид произрастает в сезонно засушливых тропических биомах и в теплых зонах субтропического средиземноморского климата.

## Таксономия
Ficus macrophylla Pers., первое упоминание в Syn. Pl. 2: 609 (1807).

#### Этимология
macrophylla: латинский видовой эпитет, от греч. μακροϛ (macros) = «большой» и φυλλον (phyllon) = «лист»; с большими листьями; крупнолистный.

#### Синонимы
Гомотипные (основанные на одном и том же номенклатурном типе):
- Urostigma macrophyllum (Pers.) Miq. (1847)

## Формы
Подтвержденные формы по данным сайта Plants of the World Online на 2022 год:
- Ficus macrophylla f. columnaris (C.Moore) D.J.Dixon
- Ficus macrophylla f. macrophylla